# اتحادیه فوتبال نیدرزاکسن

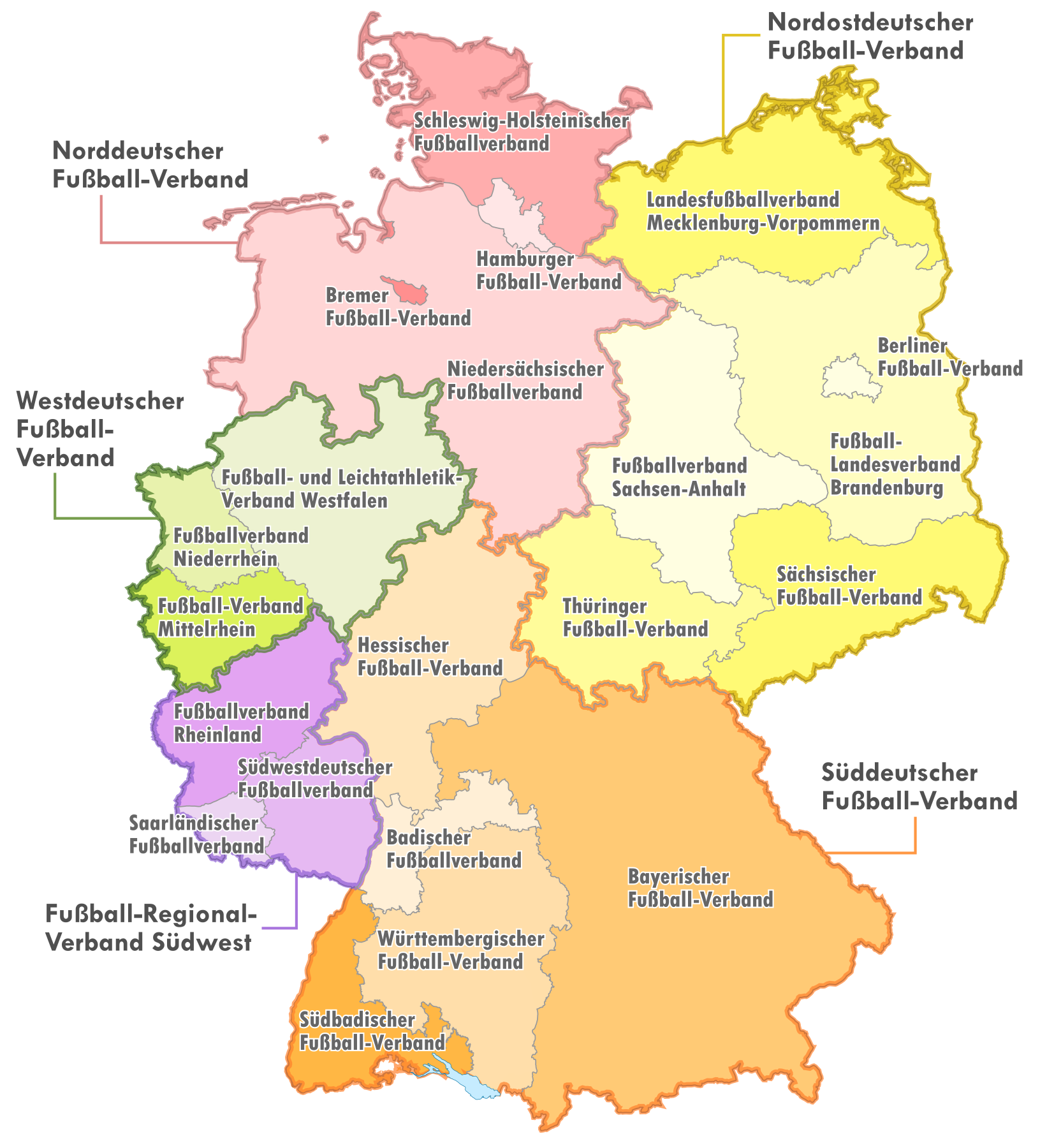
پنج اتحادیه‌ی منطقه‌ای و ۲۱ اتحادیه‌ی ایالتی فدراسیون فوتبال آلمان

اتحادیه فوتبال نیدرزاکسن (زاکسن سفلی) (آلمانی: Niedersächsischer Fussball-Verband)، به اختصار NFV یکی از ۲۱ اتحادیه منطقه‌ای فدراسیون فوتبال آلمان است که ایالت نیدرزاکسن تحت پوشش آن قرار دارد.
اتحادیه فوتبال نیدرزاکسن همچنین یکی از اعضای اتحادیه فوتبال شمال آلمان، NFV است، که خود آن یکی از پنج اتحادیه بزرگ منطقه‌ای در آلمان است. از دیگر زیرشاخه‌های NFV، برمن، هامبورگ، و شلسویگ-هولشتاین هستند.

## شمار اعضا
NFV براساس آخرین آمار تا سال ۲۰۱۹، ۶۲۷٬۳۲۰ عضو (۴۳۴٬۲۴۴ فعال)، ۲٬۶۶۷ باشگاه و ۱۶٬۷۶۱ تیم در نظام لیگ خود جا داده‌است. این سومین اتحادیه بزرگ ایالتی آلمان است.